# Art precolombí
L'art precolombí és el conjunt de representacions artístiques de les diferents cultures succeïdes a Amèrica abans de l'arribada dels genocides europeus a partir de finals del segle xv i principis del segle xvi.
Les cultures precolombines es van desenvolupar des del 4000 aC-2500 aC aC fins al segle xvi i comprenen tota Amèrica, encara que existeixen moltes diferències depenent de la zona i de l'època.
En aquest sentit hi ha certa problemàtica a l'hora de catalogar l'art precolombí, sigui per l'època o pels estils. El desconeixement d'aquest art és doncs justificable, ja que no van estar en contacte amb els espanyols (les cultures anteriors s'anomenen arqueològiques) i a vegades han estat sepultades o amagades fins a 1950. Els pobles mesoamericans no tenien escriptura excepte els maies, i això dificulta el seu estudi, perquè pràcticament no hi ha transmissió escrita del seu coneixement.
Els espanyols, a la seva arribada, troben els tres grans imperis asteca, maia i inca, els quals veien en unes cultures arcaiques i teocràtiques els seus antecessors. L'enfrontament amb els espanyols va causar la destrucció d'aquestes societats, ja que es va anul·lar el seu món miticoreligiós, en el qual es basava tota la seva organització. D'aquest món ha romàs molt poca cosa, o per la destrucció espanyola o pel mateix abandonament precolombí.

## Períodes

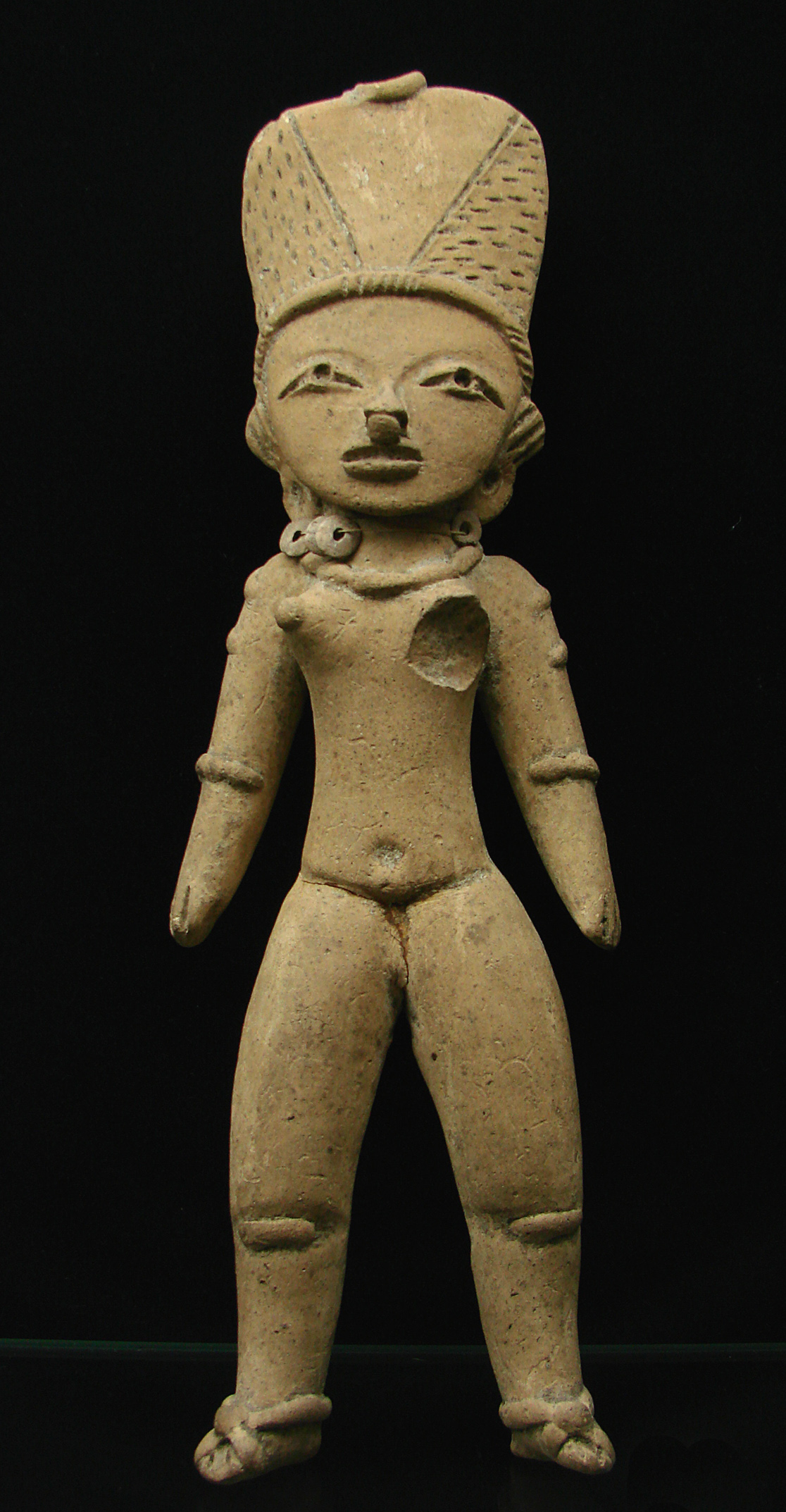
Mostra d'art precolombí

### Període formatiu o preclàssic (c. 2000 aC - 250 dC)
Coexistiren civilitzacions amb un desenvolupament incipient amb altres de gran desenvolupament com per exemple els olmeques i els chavín. És un moment molt ric, hi ha una gran explosió demogràfica a causa de la millora agrícola i com a conseqüència una gran diversitat cultural. Malgrat tot, continua havent-hi una aportació mínima de carn a la dieta.
El període preclàssic estava dominat per l'altament desenvolupada civilització olmeca, que va florir al voltant de 1200-400 aC. Els olmeques van produir figures de jade i caps colossals molt decorats, de fins a 2 metres (8 peus) d'alt, que encara es mantenen. La tradició mesoamericana de construir grans centres cerimonials sembla haver començat amb els olmeques.

### Període clàssic (c. 300-900 dC)

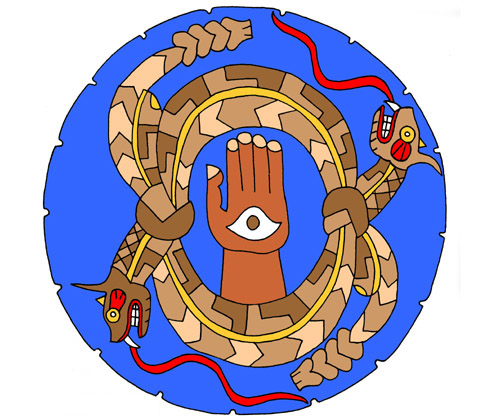
Mostra d'art precolombí

Es dona un gran desenvolupament artístic (sobretot arquitectònic), filosòfic, tecnològic i dels elements artístics. Durant el període clàssic d'Amèrica la cultura dominant era la maia. Igual que els pobles d'Amèrica del Nord de Mississipi com els choctaws i natchez, els maies es van organitzar en grans comunitats que tenien l'agricultura com a base econòmica. Practicaven les seves pròpies formes d'escriptura jeroglífica i tenien coneixements avançats d'astronomia. L'art maia en conseqüència se centra en la pluja, l'agricultura i la fertilitat, que expressen aquestes imatges, principalment en l'alleugeriment i la decoració de la superfície, així com algunes escultures. Els glifs i figures estilitzades es van utilitzar per decorar l'arquitectura com el temple de la piràmide de Chichén Itzá. Murals que daten d'uns 750 CE van ser descobertes quan la ciutat de Bonampak va ser excavada el 1946.

### Període postclàssic (c. 900-1500 dC)
El període postclàssic (segles X al XII) va ser dominat pels tolteques que va fer escultures colossals, com a bloc, com els emprats com columnes exemptes de Tula, Mèxic. Els mixteques desenvoluparen un estil de pintura coneguda com a mixteca-pobla, com es veu en els seus murals i còdexs (manuscrits), en què es cobreix tot l'espai disponible per figures planes en dissenys geomètrics. La cultura asteca a Mèxic va produir alguns exemples dramàticament expressius de l'art asteca, com els cranis decorats dels captius i l'escultura de pedra, dels quals Tlazolteotl (Woods Bliss Collection, Washington), una deessa en el part, és un bon exemple.
D'aquest últim període tenim més informació gràcies a les cròniques dels espanyols, intel·lectuals nadius que escriuen ja en espanyol i transcriuen o resumeixen textos en jeroglífic, i el corpus de còdexs precolombins (només a Mèxic).
Aquests imperis són imperis teocràtics de regadiu, cultures guerreres amb un personatge jeràrquic al capdavant, que a vegades tenen caràcter sacerdotal (per exemple l'emperador inca) i perquè la seva funció és la d'abastir aigua per al desenvolupament agrícola.

## Cultures preclàssiques de Mèxic
A la zona de Mèxic hi ha rastres de dues cultures situades al marge del llac Texcoco: una cultura arcaica i la cultura olmeca, les quals presenten interrelacions entre si. Hi ha també gots i moltes figures de diferents tipus (les més importants són les pretty ladies de Tlatilco, que eren modelades i policromades). Normalment, solen ser figures femenines amb els òrgans sexuals molt marcats, les quals havien de tenir un significat de fertilitat.

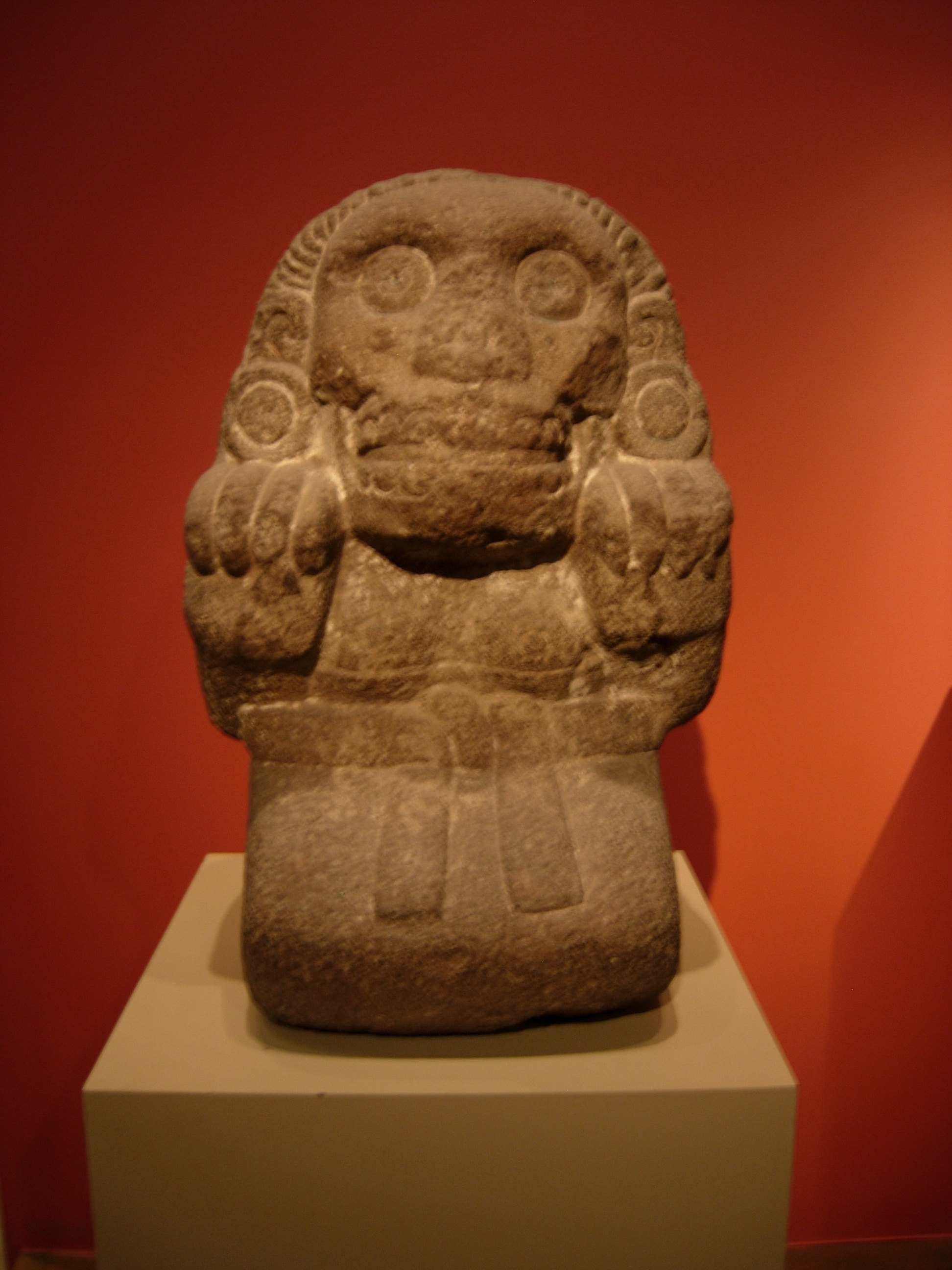
Mostra d'art precolombí
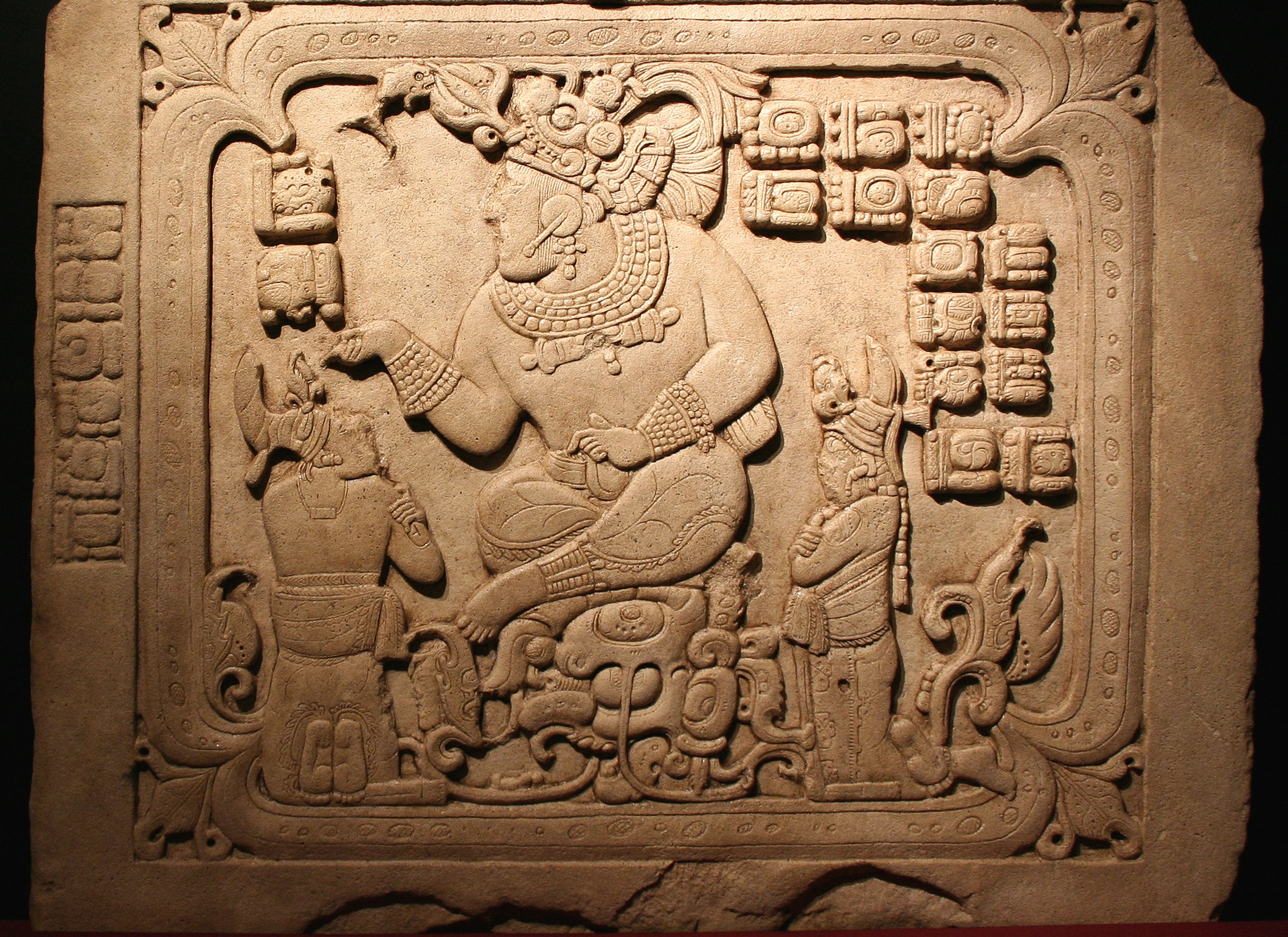
Mostra d'art precolombí
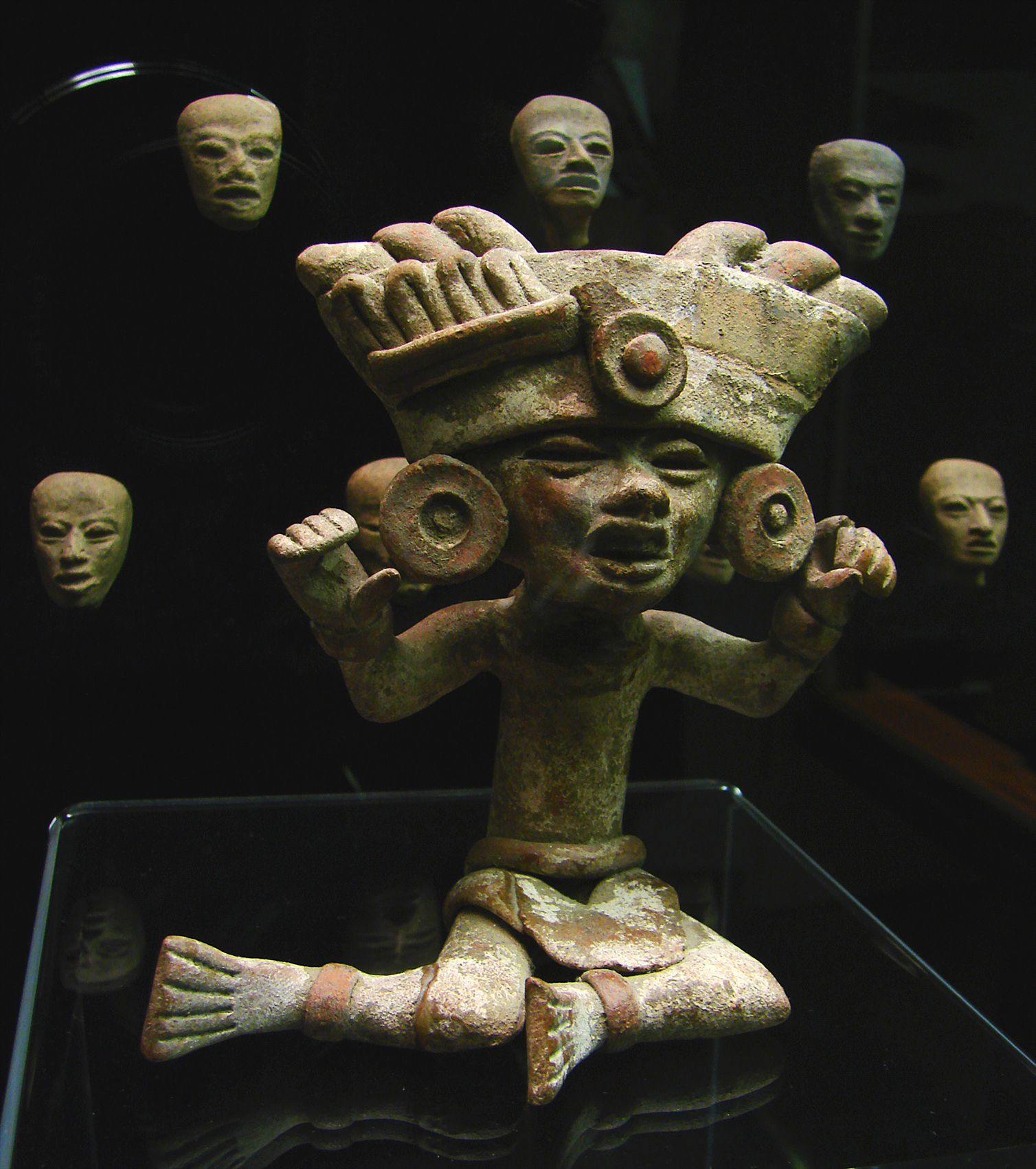
Mostra d'art precolombí